# Repoxygen
Repoxygen™ ist der Markenname für eine Art von Gentherapie, die bei Mäusen bei niedriger Sauerstoffkonzentration eine kontrollierte Produktion von Erythropoietin (EPO) bewirkt. Repoxygen wurde von Oxford Biomedica zur Behandlung von Anämie entwickelt. Es befindet sich noch in vorklinischen Studien und wurde noch nicht in größerem Umfang am Menschen getestet.
Repoxygen wurde als viraler Gentherapievektor konstruiert, der das humane EPO-Gen unter die Kontrolle eines sogenannten Hypoxie-Kontrollelements (HRE) bringt. Das HRE kann mutmaßlich eine verminderte Sauerstoffkonzentration wahrnehmen und daraufhin das EPO-Gen einschalten. Repoxygen wird per Injektion in Muskelgewebe verabreicht, um dort die Synthese von EPO zu induzieren. Physiologisch wird EPO in der Niere gebildet.

## Doping
Sportler könnten Repoxygen benutzen, um die Anzahl der roten Blutkörperchen zu erhöhen. Aufgrund seiner selbstregulatorischen Eigenschaften wäre es derzeit mit großer Wahrscheinlichkeit nicht möglich, Repoxygen in einem Dopingtest zu detektieren. Die Benutzung von Repoxygen zu Dopingzwecken ist nach dem World Anti-Doping Code weltweit verboten.
Der deutsche Leichtathletiktrainer Thomas Springstein steht derzeit unter Verdacht, Repoxygen zum Gendoping benutzt zu haben.
Im Rahmen der durch die Operation Aderlass ausgelösten Ermittlungen werfen die österreichischen Behörden dem Skilangläufer Alexei Poltoranin vor, Repoxygen verwendet zu haben.